# إدوارد مارغولايس
إدوارد مارغولايس (بالإنجليزية: Edward Margolies)‏ هو صحفي أمريكي، ولد في 19 ديسمبر 1925، وتوفي في 9 يناير 2017.